# Gagée
Genre
Synonymes
- Lloydia Salisb. ex Rchb.[1]
- Boissiera Haens. ex Willk.[1]
- Bulbillaria Zucc.[1]
- Cronyxium Raf.[1]
- Giraldiella Dammer[1]
- Hemierium Raf.[1]
- Hornungia Bernh.[1]
- Nectarobothrium Ledeb.[1]
- Ornithoxanthum Link[1]
- Plecostigma Turcz.[1]

Les gagées (genre Gagea) sont des petites plantes monocotylédones à bulbe appartenant à la famille des Liliacées. À l'exception d'une ou deux espèces à fleurs blanches, elles ont toutes des fleurs jaunes à six tépales libres, formant le plus souvent une étoile, parfois une cloche. Les diverses espèces sont très proches les unes des autres, se différenciant par l'absence ou la présence de poils, et surtout par le nombre et la forme des feuilles basales (très grandes) et caulinaires.
Gagea a été dédiée par Richard Anthony Salisbury (1761-1829) en 1806 à Thomas Gage, botaniste anglais (1781–1820).
La plupart des espèces poussent sur le calcaire, souvent en région méditerranéenne, et font l'objet d'arrêtés de protection en France et dans les pays voisins (Espagne, Italie notamment).

## Usages alimentaires
Selon l'ethnobotaniste François Couplan (2009) les feuilles (uniquement jeunes) et le bulbe de G. lutea semblent avoir autrefois été consommés dans presque toute l'Europe et dans le nord-est de l'Asie. 

Le bulbe de G. fragifera (=  G. liotardi) l'était en Europe centrale ; et en France, en Savoie jusqu'au XIXe siècle, cuisiné avec des pommes de terre. 

Celui de G granatelli est encore consommé en Turquie. Les gagées sont aujourd'hui souvent devenues rares et parfois protégées, ce qui interdit leur consommation.

## Principales espèces (France)
- Gagea bohemica (Zauschn.) Schult. & Schult.f.
- Gagea foliosa (C.Presl) Schult. & Schult.f. - gagée feuillée
- Gagea fragifera (Vill.) E.Bayer & G.Lopez (Syn. G. liotardii (Sternb.) Schult. & Schult. f.) - gagée de Liotard ou gagée fistuleuse
- Gagea granatellii (Parl.) Parl. - gagée de Granatelli
- Gagea lutea (L.) Ker Gawl. - gagée jaune ou ornithogale jaune
- Gagea minima (L.) Ker Gawl. - gagée naine ou petite gagée
- Gagea pratensis (Pers.) Dumort. - gagée des prés
- Gagea reverchonii Degen - gagée de Burnat
- Gagea soleirolii F.W.Schultz ex Mutel - gagée de Soleirol
- Gagea spathacea (Hayne) Salisb. - gagée à spathe
- Gagea villosa (M.Bieb.) Sweet - gagée velue

## Liste des sections et espèces
Selon BioLib (27 mars 2016) :
- section Gagea sect. Anthericoides A. Terracc.
  - Gagea graeca (L.) Irmsch.
  - Gagea trinervia (Viv.) Greuter
- section Gagea sect. Bulbiferae Levichev
  - Gagea bulbifera (Pall.) Salisb.
  - Gagea rufidula Levichev
- section Gagea sect. Didymobulbos (K. Koch) Boiss
  - Gagea algeriensis (Chabert) Chabert ex Batt.
  - Gagea amblyopetala Boiss. & Heldr.
  - Gagea antakiensis Kayıkçı, Ocak & Tekşen
  - Gagea apulica Peruzzi & J.-M.Tison
  - Gagea bohemica (Zauschn.) Schult. & Schult. f.
  - Gagea chabertii A. Terracc.
  - Gagea chrysantha (Jan) Schult. & Schult. f.
  - Gagea dubia A. Terracc.
  - Gagea durieui Parl. ex Batt. & Trab.
  - Gagea elliptica (A. Terracc.) Prain
  - Gagea fistulosa Ker-Gawl.
  - Gagea foliosa (C. Presl) Schult. & Schult. f.
  - Gagea fragifera (Vill.) Ehr. Bayer & G.Lopez Gonzalez
  - Gagea glacialis K. Koch
  - Gagea granatellii (Parl.) Parl.
  - Gagea heldreichii (A.Terracc.) Stroh
  - Gagea lacaitae A.Terracc.
  - Gagea liotardii (Sternb.) Schult. & Schult. f.
  - Gagea lojaconoi Peruzzi
  - Gagea luberonensis J.-M.Tison
  - Gagea lusitanica A.Terracc.
  - Gagea mauritanica Durieu
  - Gagea microfistulosa Levichev
  - Gagea moniliformis J.-M.Tison
  - Gagea nevadensis Boiss.
  - Gagea omalensis J.-M.Tison
  - Gagea peduncularis (C. Presl) Pascher
  - Gagea peruzzii J.-M.Tison
  - Gagea polidorii J.-M.Tison
  - Gagea polymorpha Boiss.
  - Gagea pseudopeduncularis J.-M.Tison
  - Gagea ramulosa A.Terracc.
  - Gagea sicula Lojac.
  - Gagea soleirolii F. W. Schultz
  - Gagea subtrigona J.-M.Tison
  - Gagea sulfurea Miscz.
  - Gagea szovitsii (Lang) Besser ex Schult. & Schult. f.
  - Gagea tenera Pascher
  - Gagea villosa (M. Bieb.) Sweet
- section Gagea sect. Gagea
  - Gagea aipetriensis Levichev
  - Gagea ancestralis Levichev
  - Gagea angelae Levichev & Schnittler
  - Gagea artemczukii Krasnova
  - Gagea capusii A.Terracc.
  - Gagea chanae Grossh.
  - Gagea helenae Grossh.
  - Gagea hiensis Pascher
  - Gagea huochengensis Levichev
  - Gagea lutea (L.) Ker Gawl.
  - Gagea marchica Henker, Kiesew., U.Raabe & Rätzel
  - Gagea megapolitana Henker
  - Gagea nakaiana Kitag.
  - Gagea podolica Schult. & Schult. f.
  - Gagea pomeranica R.Ruthe
  - Gagea pratensis (Pers.) Dumort.
  - Gagea pusilla (F. W. Schmidt) Sweet
  - Gagea rubicunda Meinsh.
  - Gagea shmakoviana Levichev
  - Gagea tisoniana Peruzzi, Bartolucci, Frignani & Minut.
  - Gagea transversalis (Pall.) Steven
  - Gagea xiphoidea Levichev
- section Gagea sect. Incrustatae Levichev
  - Gagea circumplexa Vved.
  - Gagea incrustata Vved.
- section Gagea sect. Lloydia Salisb. ex Rchb.) Peruzzi, J.-M. Tison, A. Peterson & J. Peterson
  - Gagea noltiei Peruzzi, J.-M.Tison, A.Peterson & J.Peterson
  - Gagea serotina (L.) Ker-Gawl.
- section Gagea sect. Minimae (Pascher) Davlian.
  - Gagea confusa A. Terracc.
  - Gagea davlianidzeae Levichev
  - Gagea filiformis (Ledeb.) Kar. & Kir.
  - Gagea granulosa Turcz.
  - Gagea minima (L.) Ker Gawl.
  - Gagea nigra L. Z. Shue
- section Gagea sect. Persicae (Levichev) Peruzzi
  - Gagea gageoides (Zucc.) Vved.
- section Gagea sect. Platyspermum Boiss.
  - Gagea graminifolia Vved.
  - Gagea reticulata (Pall.) Schult. & Schult. f.
  - Gagea vegeta Vved.
- section Gagea sect. Plecostigma (Turcz.) Pascher
  - Gagea afghanica A.Terracc.
  - Gagea albertii Regel
  - Gagea altaica Schischk. & Sumnev.
  - Gagea chlorantha (M. Bieb.) Schult. & Schult. f.
  - Gagea daqingshanensis L.Q.Zhao & Jie Yang
  - Gagea exilis Vved.
  - Gagea iranica Zarrei & Zarre
  - Gagea jensii Levichev & Schnittler
  - Gagea neopopovii Golosk.
  - Gagea olgae Regel
  - Gagea pauciflora (Turcz. ex Trautv.) Ledeb.
  - Gagea uliginosa Siehe & Pascher
  - Gagea wendelboi Rech.f.
- section Gagea sect. Spathaceae Levichev
  - Gagea spathacea (Hayne) Salisb.
- section Gagea sect. Stipitatae (Pascher) Davlian.
  - Gagea chomutovae (Pascher) Pascher
  - Gagea dschungarica Regel
  - Gagea kunawurensis (Royle) Greuter
  - Gagea ova Stapf
  - Gagea stipitata Merckl. ex Bunge
  - Gagea vanensis Tekşen & Karaman
- section Gagea sect. Tricholloydia (Engl.) Zarrei & Wilkin
  - Gagea flavonutans (H.Hara) Zarrei & Wilkin
  - Gagea oxycarpa (Franch.) Zarrei & Wilkin
- section Gagea sect. Triflorae Peruzzi
  - Gagea triflora (Ledeb.) Schult. & Schult.f.
- Gagea alashanica Y.Z.Zhao & L.Q.Zhao
- Gagea alexeenkoana Miscz.
- Gagea alexejana Kamelin ex Levichev
- Gagea alexii Ali & Levichev
- Gagea alii Levichev
- Gagea angrenica Levichev
- Gagea anisopoda Popov
- Gagea azutavica Kotukhov
- Gagea baluchistanica Levichev & Ali
- Gagea baschkyzylsaica Levichev
- Gagea bashoensis Ali
- Gagea bergii Litv.
- Gagea bezengiensis Levichev
- Gagea bithynica Pascher
- Gagea bornmuelleriana Pascher
- Gagea bowes-lyonii Levichev
- Gagea brevistolonifera Levichev
- Gagea caelestis Levichev
- Gagea calantha Levichev
- Gagea calcicola Zarrei & Wilkin
- Gagea calyptrifolia Levichev
- Gagea capillifolia Vved.
- Gagea caroli-kochii Grossh.
- Gagea charadzeae Davlian.
- Gagea chinensis Y.Z.Zhao & L.Q.Zhao
- Gagea chitralensis S.Dasgupta & D.B.Deb
- Gagea chloroneura Rech.f.
- Gagea commutata K. Koch
- Gagea cuneata Levichev & Murtaz.
- Gagea czatkalica Levichev
- Gagea daghestanica Levichev & Murtaz.
- Gagea dayana Chodat & Beauverd
- Gagea delicatula Vved.
- Gagea deserticola Levichev
- Gagea divaricata Regel
- Gagea drummondii Levichev & Ali
- Gagea eleonorae Levichev
- Gagea fedtschenkoana Pascher
- Gagea ferganica Levichev
- Gagea fibrosa (Desf.) Schult. & Schult. f.
- Gagea germainae Grossh.
- Gagea glaucescens Levichev
- Gagea goljakovii Levichev
- Gagea gracillima Pamp.
- Gagea grey-wilsonii Rech.f.
- Gagea gymnopoda Vved.
- Gagea gypsacea Levichev
- Gagea hissarica Lipsky
- Gagea humicola Levichev
- Gagea ignota Levichev
- Gagea intercedens Pascher
- Gagea jaeschkei Pascher
- Gagea japonica Pascher
- Gagea jispensis Ali & Levichev
- Gagea joannis Grossh.
- Gagea juliae Pascher
- Gagea kamelinii Levichev
- Gagea kneissea J. Thiébaut
- Gagea kopetdagensis Vved.
- Gagea kuraiensis Levichev
- Gagea kuraminica Levichev
- Gagea leosii Ali & Levichev
- Gagea libanotica (Hochst.) Greuter
- Gagea longiscapa Grossh.
- Gagea ludmilae Levichev
- Gagea luteoides Stapf
- Gagea maeotica Artemczuk
- Gagea menitskyi Levichev
- Gagea mergalahensis Ali & Levichev
- Gagea michaelis Golosk.
- Gagea micrantha (Boiss.) Pascher
- Gagea minutiflora Regel
- Gagea minutissima Vved.
- Gagea multipedunculifera Levichev
- Gagea nabievii Levichev
- Gagea novoascanica Klokov
- Gagea paedophila Vved.
- Gagea pakistanica Levichev & Ali
- Gagea paniculata Levichev
- Gagea pedata Levichev
- Gagea popovii Vved.
- Gagea praemixta Vved.
- Gagea pseudominutiflora Levichev
- Gagea punjabica Levichev & Ali
- Gagea quasitenuifolia Levichev
- Gagea quettica Levichev & Ali
- Gagea rawalpindica Levichev & Ali
- Gagea reinhardii Levichev
- Gagea reverchonii Degen
- Gagea rigida Boiss. & Spruner
- Gagea robusta Zarrei & Wilkin
- Gagea rubinae Ali
- Gagea rupicola Levichev
- Gagea sarmentosa K. Koch
- Gagea sarysuensis Murz.
- Gagea schachimardanica Levichev
- Gagea schugnanica Levichev & Navruzsh.
- Gagea scythica Artemczuk
- Gagea setifolia Baker
- Gagea siphonantha Rech.f.
- Gagea sivasica Hamzaoglu
- Gagea spumosa Levichev
- Gagea staintonii Rech.f.
- Gagea stepposa L.Z.Shue
- Gagea subtilis Vved.
- Gagea tadshikistanica Levichev
- Gagea takhtajanii Levichev
- Gagea talassica Levichev
- Gagea taschkentica Levichev
- Gagea taurica Steven
- Gagea tenuissima Miscz.
- Gagea tesquicola Krasnova
- Gagea toktogulii Levichev
- Gagea toppinii S.Dasgupta & D.B.Deb
- Gagea turanica Levichev
- Gagea ucrainica Klokov
- Gagea ugamica Pavlov
- Gagea ulazsaica Levichev
- Gagea utriculosa Levichev
- Gagea vaginata Pascher
- Gagea villosula Vved.
- Gagea vvedenskyi Grossh.
- Gagea wallichii Levichev & Ali

## Galerie

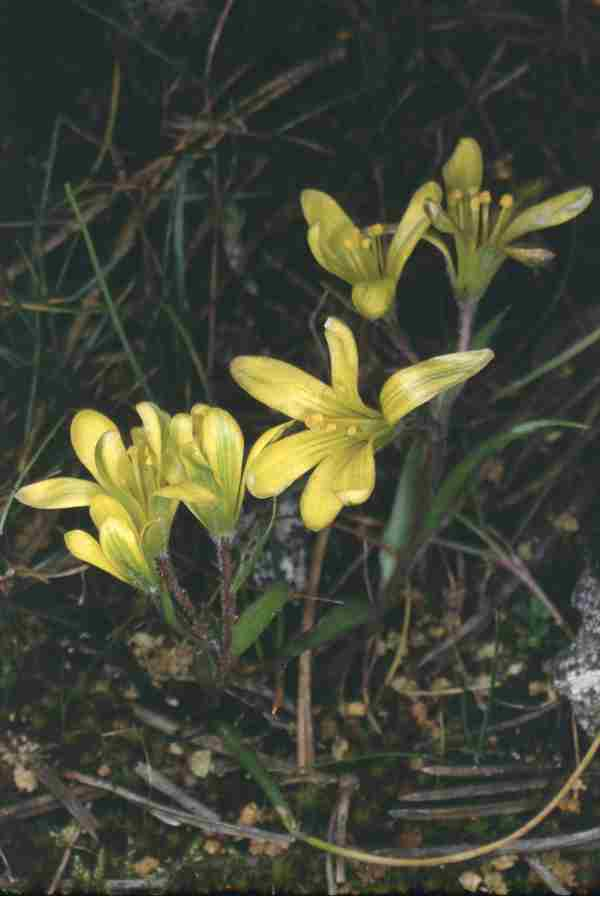
Gagea busambarensis
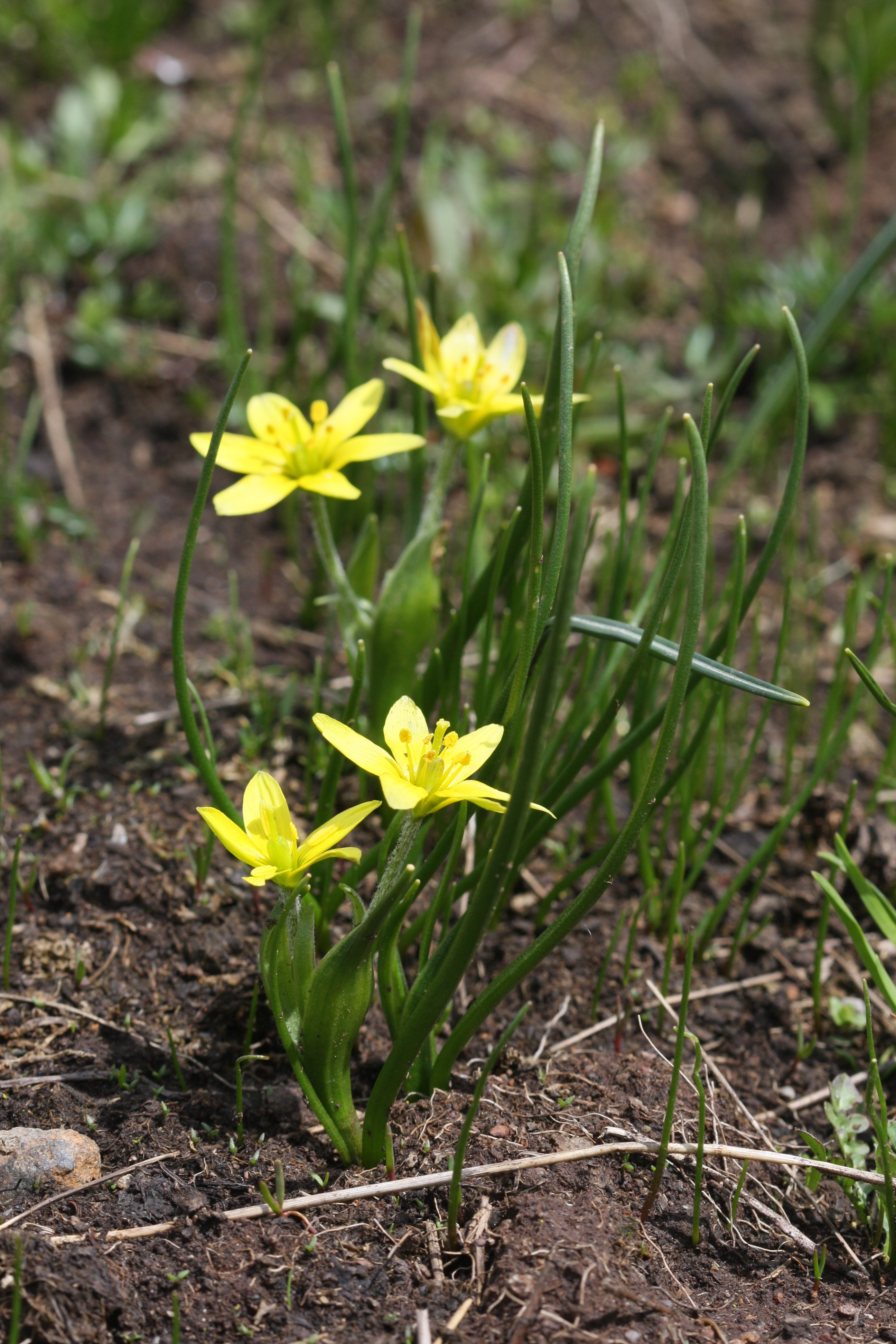
Gagea fragifera
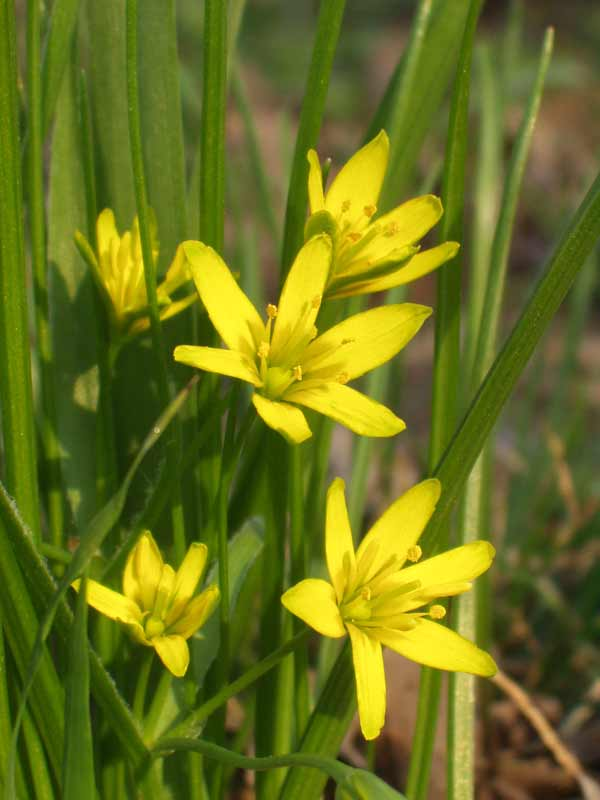
Gagea lutea
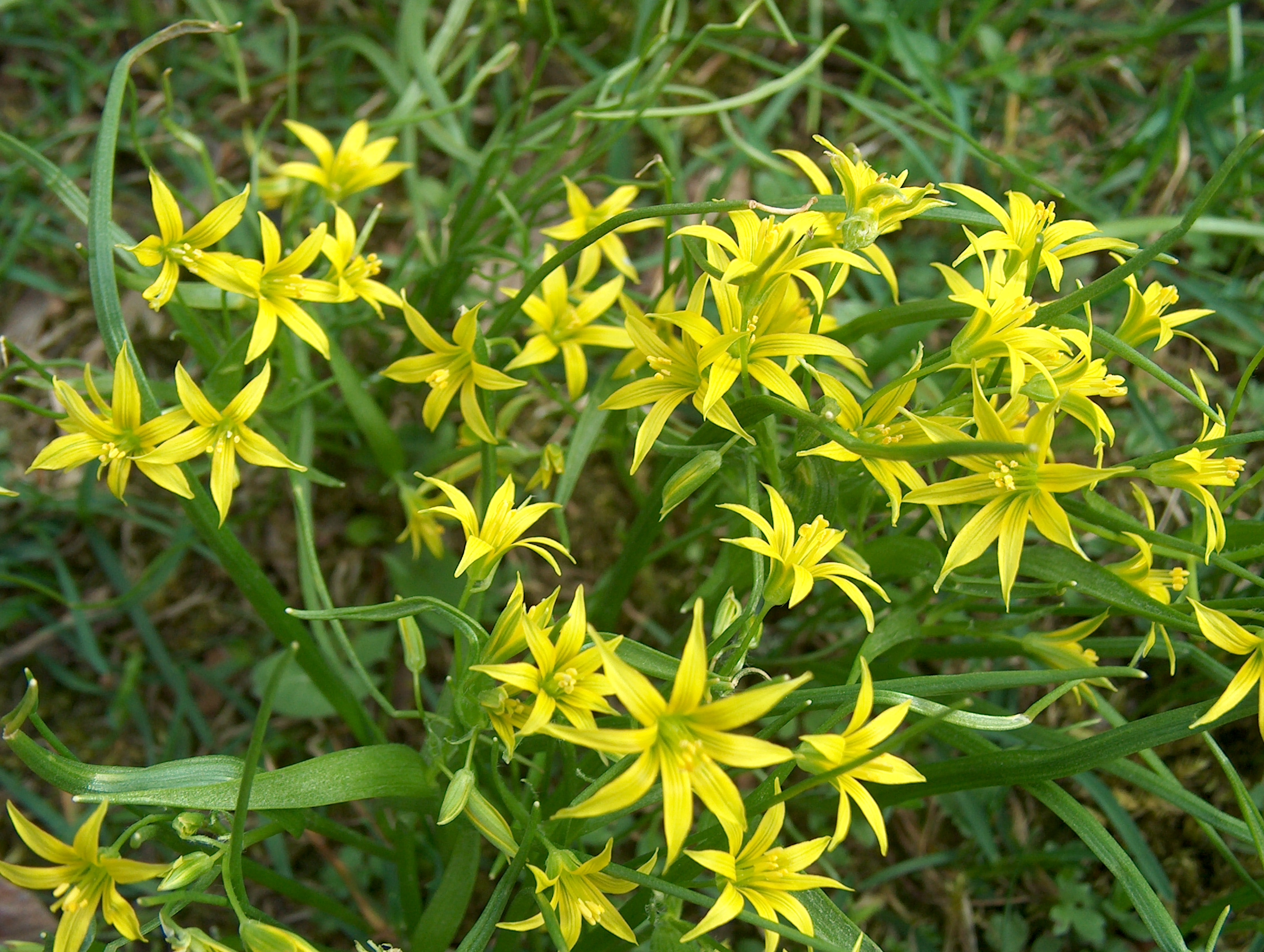
Gagea minima
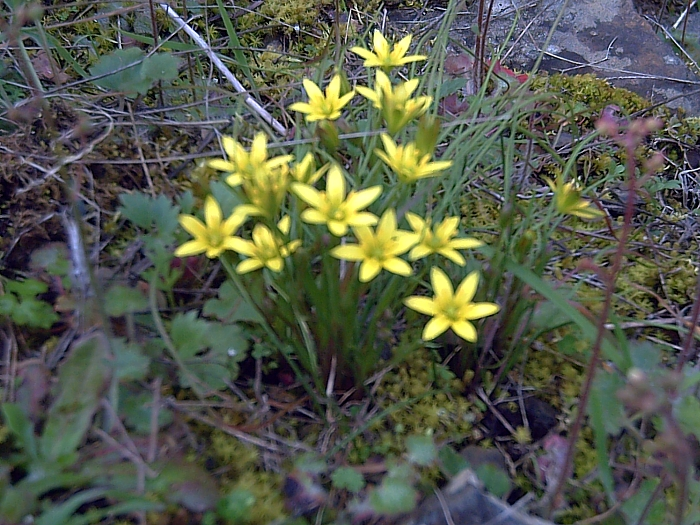
Gagea nevadensis
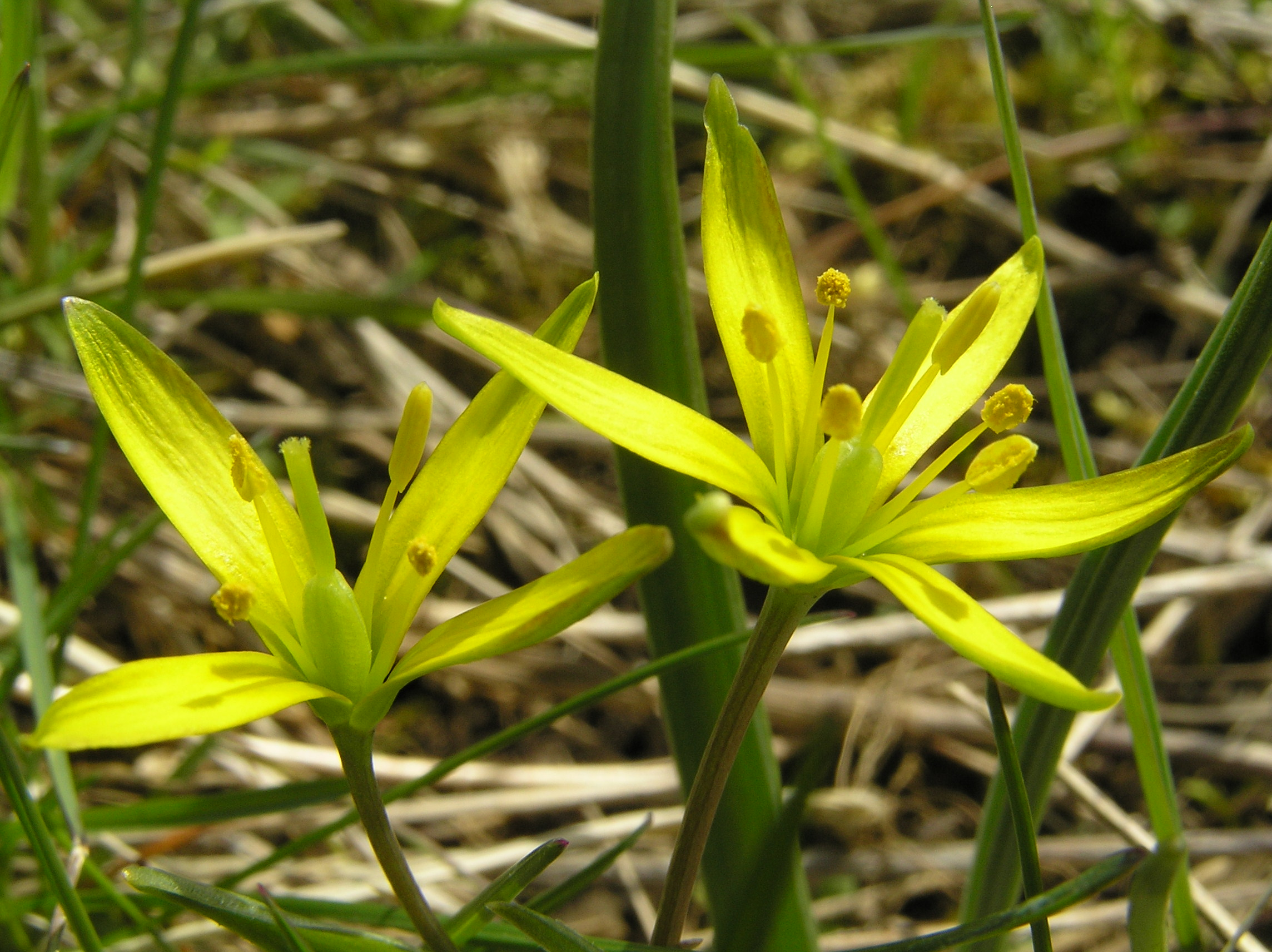
Gagea pratensis
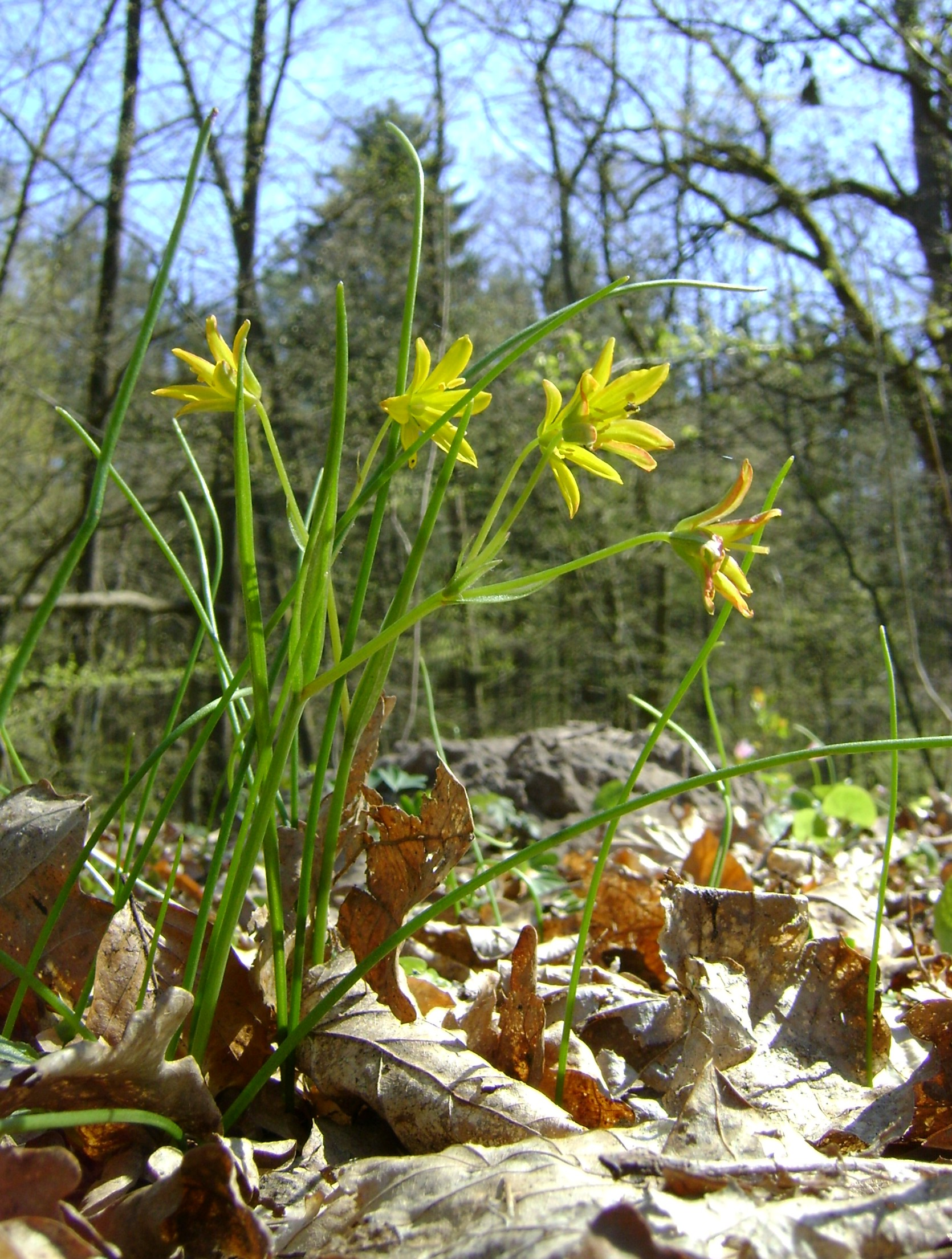
Gagea spathacea
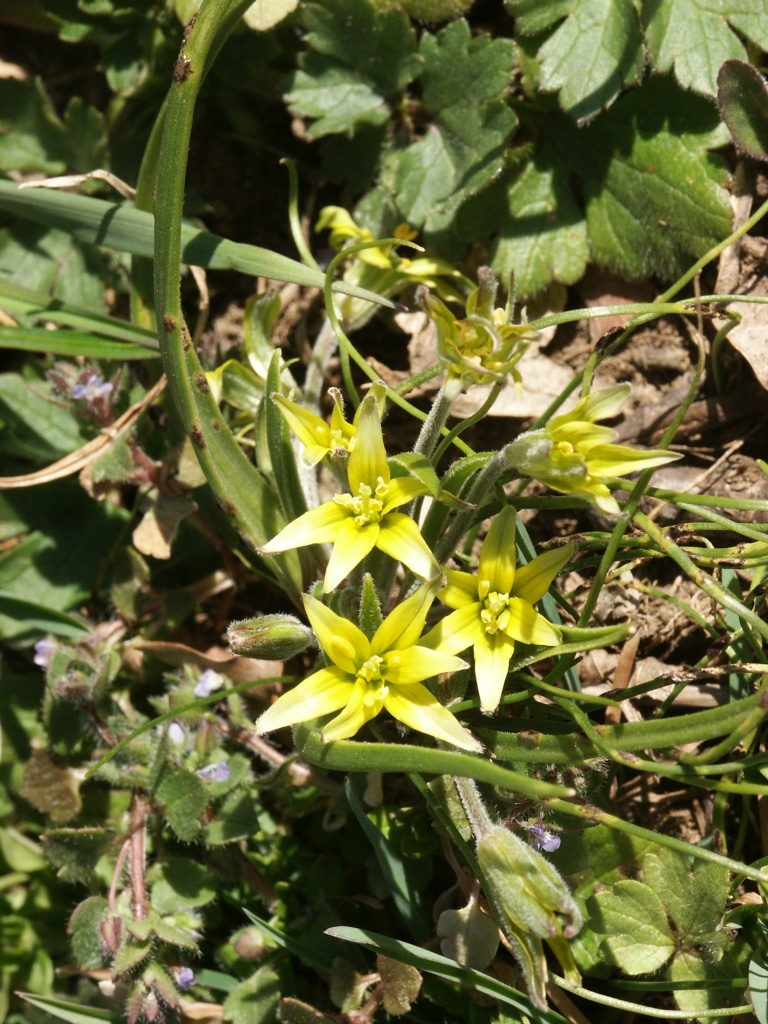
Gagea villosa